# Damien Howson
Damien Howson (* 13. srpna 1992) je australský profesionální silniční a dráhový cyklista jezdící za UCI ProTeam Q36.5 Pro Cycling Team.

## Hlavní výsledky

### Silniční cyklistika
2011
Mistrovství Oceánie
 vítěz časovky do 23 let
4. místo silniční závod
Národní šampionát
4. místo časovka do 23 let
Mistrovství světa
9. místo časovka do 23 let
9. místo Chrono Champenois
9. místo Memorial Davide Fardelli
2012
Mistrovství Oceánie
 vítěz časovky do 23 let
Národní šampionát
2. místo časovka do 23 let
2. místo Memorial Davide Fardelli
Mistrovství světa
 3. místo časovka do 23 let
4. místo Chrono Champenois
Tour Alsace
7. místo celkově
2013
Mistrovství světa
 vítěz časovky do 23 let
vítěz UCI Oceania Tour
Mistrovství Oceánie
 vítěz silničního závodu do 23 let
 vítěz časovky do 23 let
Národní šampionát
 vítěz časovka do 23 let
2. místo silniční závod do 23 let
vítěz Trofeo Alcide Degasperi
2. místo Chrono Champenois
Thüringen Rundfahrt der U23
3. místo celkově
vítěz prologu
3. místo Trofeo Banca Popolare di Vicenza
5. místo Giro del Belvedere
7. místo Gran Premio Palio del Recioto
2014
Mistrovství světa
 2. místo týmová časovka
Národní šampionát
3. místo časovka
2015
Národní šampionát
5. místo časovka
Herald Sun Tour
5. místo celkově
2016
Herald Sun Tour
3. místo celkově
Národní šampionát
4. místo časovka
2017
Herald Sun Tour
 celkový vítěz
vítěz 1. etapy
9. místo GP Miguel Indurain
9. místo Pro Ötztaler 5500
2018
Herald Sun Tour
3. místo celkově
Colorado Classic
4. místo celkově
2019
Tirreno–Adriatico
vítěz 1. etapy (TTT)
Settimana Internazionale di Coppi e Bartali
2. místo celkově
vítěz etapy 1b (TTT)
Herald Sun Tour
10. místo celkově
2020
Czech Cycling Tour
 celkový vítěz
vítěz etap 1 (TTT) a 4
Herald Sun Tour
3. místo celkově
Tour de Hongrie
3. místo celkově
2021
Tour de Hongrie
 celkový vítěz
vítěz 4. etapy

#### Výsledky na Grand Tours
| Grand Tour      | 2015 | 2016 | 2017 | 2018 | 2019 | 2020 | 2021 | 2022 |
| --------------- | ---- | ---- | ---- | ---- | ---- | ---- | ---- | ---- |
| Giro d'Italia   | —    | 53   | —    | —    | —    | DNF  | —    | 33   |
| Tour de France  | —    | —    | 88   | DNF  | —    | —    | —    | —    |
| Vuelta a España | 147  | 45   | —    | 70   | 49   | —    | 95   | —    |

### Dráhová cyklistika
2011
Národní šampionát
 vítěz týmové stíhačky